# Артр (Север-Па де Кале)
Артр (фр. Artres) је насељено место у Француској у региону Север-Па де Кале, у департману Север.
По подацима из 2011. године у општини је живело 1027 становника, а густина насељености је износила 155,84 становника/km².

## Демографија
| 1962. | 1968. | 1975. | 1982. | 1990. | 2011. |
| ----- | ----- | ----- | ----- | ----- | ----- |
| 995   | 905   | 853   | 979   | 1.087 | 1.027 |